# Arabische heggenmus
De Arabische heggenmus (Prunella fagani) is een zangvogel uit de familie van heggenmussen (Prunellidae). Deze soort wordt beschouwd als ondersoort van de steenheggenmus (P. ocularis fagani). De vogel werd in 1913 als soort geldig beschreven door William Robert Ogilvie-Grant.

## Verspreiding en leefgebied
Deze ondersoort is endemisch op het zuidwestelijke Arabisch Schiereiland.